# Макаревич, Сергей Антонович
Серге́й Анто́нович Макаре́вич (20 июня 1913, Орёл — 13 октября 1943, Кольский залив) — советский лётчик минно-торпедной авиации во время Великой Отечественной войны, Герой Советского Союза (31.05.1944, посмертно). Гвардии капитан (3.04.1943).

## Биография
Родился 20 июня 1913 года в городе Орёл в семье рабочего. Русский. В двадцатые годы остался сиротой и воспитывался в семье родственников. Окончил среднюю школу № 32 Орла, затем школу ФЗУ Московско-Курской железной дороги, работал на промышленных предприятиях города, а затем по комсомольской путёвке на строительстве Московского метрополитена.
С августа 1935 года служил в Военно-Морском Флоте. Окончил Военно-морское авиационное училище имени И. В. Сталина в городе Ейске в декабре 1938 года. С февраля 1939 года служил младшим лётчиком 41-й морской ближнеразведывательной авиационной эскадрильи в ВВС Балтийского флота, летал на гидросамолете МБР-2. В ноябре 1939 года был переведён на Северный флот, где служил в 118-м разведывательном авиационном полку младшим лётчиком, старшим лётчиком, пилотом. Участвовал в советско-финской войне, выполнив несколько боевых вылетов на воздушную разведку финского судоходства в Баренцевом море. Освоил самолёты ГСТ, Че-2, ДБ-3Ф. Член ВКП(б) с 1941 года.
Участвовал в Великой Отечественной войне с июня 1941 года. Воевал в рядах того же полка, в мае 1942 года стал командиром звена. Кроме чисто разведывательных вылетов, выполнял специальные задания командования по совершению особо важных перевозок, а также по бомбардировке наземных немецких войск на сухопутном фронте в районе реки Большая Западная Лица. В наградном листе на награждение первым орденом (орден Красной Звезды) упомянуто, что в начале войны воевал на Чёрном море, где выполнил 8 дальних разведок румынских военно-морских баз, в последующих наградных листах эта информация не упоминается.
С октября 1942 года воевал в 24-м (с мая 1943 — 9-й гвардейский) минно-торпедном авиационном полку: пилот, с марта 1943 года – командир звена, с июня 1943 года – помощник командира эскадрильи. В этом полку освоил ленд-лизовские самолёты-торпедоносцы «Хемпден», а позднее и А-20 «Бостон». Счёт потопленным кораблям врага открыл 13 января 1943 года, потопив сторожевой корабль.
Помощник командира эскадрильи 9-го гвардейского минно-торпедного авиаполка (5-я минно-торпедная авиационная дивизия ВВС ВМФ, ВВС Северного флота) гвардии капитан С. А. Макаревич совершил 194 боевых вылета: 185 на нанесение бомбовых ударов по военно-морским базам и портам противника, 9 — на торпедирование немецких кораблей. Потопил 2 транспорта, 1 танкер и 2 сторожевых корабля.
Погиб 13 октября 1943 года в бою по уничтожению морского конвоя противника. Его «Бостон» был сбит зенитным огнём при выходе из торпедной атаки и упал в воду в районе мыса Кибергнес в Варангер-фьорде Баренцева моря.

## Награды
- Медаль «Золотая Звезда» (31 мая 1944 года, посмертно)[2].
- Орден Ленина (31 мая 1944 года, посмертно).
- Два ордена Красного Знамени (4 февраля 1943, 4 июля 1943 года).
- Орден Александра Невского (5 октября 1943 года).
- Орден Красной Звезды (22 февраля 1942 года).

## Память
- Бюст С. А. Макаревича в числе 53-х лётчиков-североморцев, удостоенных звания Героя Советского Союза, установлен в посёлке Сафоново на Аллее Героев около музея ВВС Северного флота.
- В Орле на здании средней школы № 32, в которой учился Герой, установлена мемориальная доска[8].
- Его имя выбито на памятной доске в честь Героев – уроженцев города Орла на Бульваре Победы.
- Его именем назван большой морозильный рыболовный траулер объединения «Мурманрыбпром».